# David Douglass
David H. Douglass (1932) è un fisico statunitense.

## Biografia
Dopo aver conseguito il Bachelor of Science in fisica all'Università del Maine, Douglass ha perfezionato i suoi studi al Massachusetts Institute of Technology, dove ha conseguito il Ph.D in fisica nel 1959. Dopo aver lavorato come ricercatore al MIT Lincoln Laboratory e come istruttore al Massachusetts Institute of Technology, si è trasferito come professore assistente all'Università di Chicago, dove successivamente è stato promosso professore associato e poi professore ordinario. Nel 1969 si è trasferito come professore ordinario di fisica all'Università di Rochester, dove è rimasto per 42 anni. Durante la sua carriera, Douglass si è occupato di ricerche nel campo della fisica della materia condensata. I suoi studi hanno riguardato in particolare l'elio liquido, la superconduttività e i rivelatori di onde gravitazionali. È autore o coautore di una cinquantina di pubblicazioni.

## Posizioni sui cambiamenti climatici
Nell'ultimo periodo della sua carriera accademica, Douglass si è occupato delle questioni scientifiche di base sui cambiamenti climatici, assumendo una posizione scettica sul riscaldamento globale di origine antropica. Un articolo scritto da Douglass nel 2007 insieme agli scienziati scettici John Christy e Fred Singer, ha messo in dubbio l'affidabilità dei modelli climatici globali più comunemente usati dall'ICPP per valutare il riscaldamento globale, che sarebbero in disaccordo in maniera statisticamente significativa con le misurazioni effettuate da satelliti e palloni meteorologici. Un gruppo di 17 scienziati guidato da Benjamin D. Santer ha condotto un nuovo studio usando nuove osservazioni da satelliti e palloni meteorologici unitamente a metodi statistici più appropriati, arrivando a conclusioni diverse. Nell'articolo pubblicato nel 2008 da Santer e colleghi si evidenzia che lo studio di Douglass e colleghi era arrivato a conclusioni errate a causa dell'uso di dati di osservazioni più vecchi e di una metodologia statistica non appropriata.